# OTEC
OTEC (skrót od Ocean Thermal Energy Conversion) – technologia mająca odzyskiwać energię cieplną zgromadzoną w wodach oceanów, a dokładnie wykorzystać różnicę temperatur między chłodniejszymi wodami z głębin a cieplejszymi z wód powierzchniowych. Do tego celu służy silnik cieplny, który zamienia energię termiczną (cieplną) w energię mechaniczną lub elektryczną (elektrownie maretermiczne lub oceanotermiczne).

## Energia cieplna oceanu

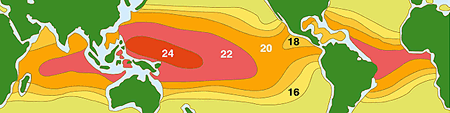
Powierzchnia dostępna dla OTEC i różnica temperatur w °C

Ziemia ma naturalny kolektor słoneczny – morza w strefie międzyzwrotnikowej. Dziennie 60 mln km² tych mórz absorbuje z promieniowania słonecznego ilość energii równą tej zawartej w 250 miliardach baryłek ropy naftowej, czyli energię przynajmniej 4000 razy większą od aktualnie wykorzystywanej przez człowieka. 
OTEC jest technologią, która może wykorzystać energię słoneczną zmagazynowaną w oceanach. Ponieważ ocean jest nośnikiem zmagazynowanej energii, OTEC oferuje ciągłe zaopatrywanie w tę energię – zarówno podczas jasnych, pogodnych dni, jak i w nocy, bez względu na pogodę. Technologia ta nie zawiera żadnych kosztów i komplikacji wynikających ze sztucznych systemów magazynowania energii.

## Charakterystyka

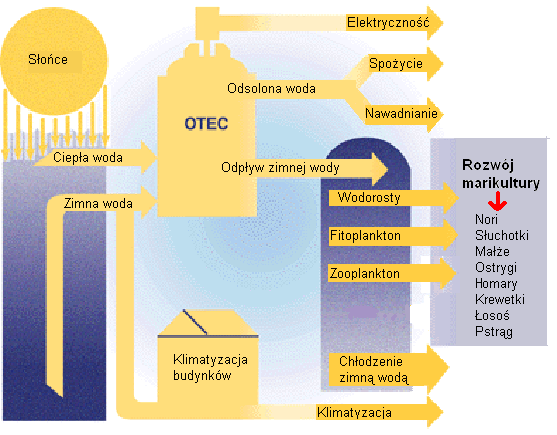
Możliwości wykorzystania OTEC

Na proces OTEC składa się pompowanie na powierzchnię zimnej wody oceanicznej i wykorzystanie różnicy temperatur pomiędzy nią a ciepłą wodą powierzchniową do napędzania silnika termicznego produkującego elektryczność. 
OTEC może być umiejscowiony w strefie mórz międzyzwrotnikowych, wszędzie tam, gdzie głęboka i zimna woda zalega pod ciepłą wodą powierzchniową (wyjątkiem są zachodnie wybrzeża Ameryki Południowej, gdzie pracę OTEC uniemożliwia zjawisko sezonowego upwellingu). Wody powierzchniowe w tych rejonach mają temperaturę +25 °C i wyższą. Woda oceaniczna na głębokości poniżej 1000 m jest zasilana chłodnymi prądami z regionów polarnych i ma zwykle temperaturę ok. +4 °C. Żeby możliwe było wykorzystanie technologii OTEC potrzebna jest różnica temperatur wód powierzchniowych i głębinowych równa przynajmniej 20 °C (patrz: mapa powyżej). Czynniki fizyczne, takie jak zasoby termalne i batymetria dna, mocno ograniczają liczbę pożądanych miejsc wzdłuż linii brzegowych kontynentów. Najkorzystniejsze więc tereny dla lądowych OTEC to lokalizacje wyspiarskie. Liczba potencjalnych miejsc może zostać zwiększona przez zastosowanie pływających OTEC, dla których nie istnieje surowy wymóg odpowiedniego profilu dna. 
OTEC jawi się jako dość korzystne źródło energii. Jego zasoby są odnawialne. Nie produkuje zanieczyszczeń, a nawet wzbogaca ubogą odżywczo powierzchnię wody i dąży do pochłonięcia węgla. Azot, fosfor, krzem i inne składniki odżywcze pochodzące z głębin są mieszane przez fotosyntezę z atmosferycznym i rozpuszczonym w oceanie dwutlenkiem węgla, co wzmaga produkcję biomasy i redukuje obecność węgla w atmosferze. Ponadto OTEC wytwarza jako produkt uboczny znaczne ilości świeżej wody, chłodną wodę do klimatyzacji i hodowli hydroponicznych, a wraz z produkcją biomasy dostarcza surowców do produkcji przemysłowej (patrz: ryc. na prawo). Wszystko to zwiększa korzyści ekonomiczne płynące z zastosowania technologii i może pozwolić na ustalenie konkurencyjnych cen energii.

## Aktualny stan wykorzystania

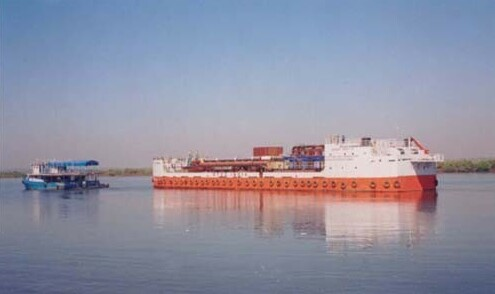
Elektrownia OTEC - Indie

Mimo że została wynaleziona już w 1881 roku, OTEC wciąż jest mało rozwiniętą technologią. Obecnie nie działa żadna większa elektrownia OTEC, chociaż badania są prowadzone przez USA, Japonię i Indie. Od 2004 roku u zachodnich wybrzeży Indii znajdowała się pływająca elektrownia o mocy 1 MW, która zbierała informacje na temat wszystkich aspektów projektowania i działania OTEC (patrz zdjęcie po prawej).
Elektrownie maretermiczne uruchomiono m.in. w Japonii (10 MW) i na Hawajach (40 MW).
Pierwszą hawajską instalację pilotażową wybudowano w latach 70. XX w. (prototyp pracujący przez 3 miesiące). Zaplanowano budowę zakładu o mocy 100 MW do 2015 roku (możliwość zaspokojenia energetycznych potrzeb małego miasta).

## Przyszłość
System OTEC ma nieprzeciętnie wysokie początkowe koszty konstrukcji oraz większą niepewność inwestycyjną niż elektrownie konwencjonalne. Te przeszkody mogą zostać pokonane tylko poprzez postęp w obecnych eksperymentalnych badaniach i ewolucję elektrowni laboratoryjnych do elektrowni rozmiarów pilotażowych i ewentualnie komercyjnych aby zademonstrować wykonalność ekonomiczną. 
Dla krótkoterminowego rozwoju systemów OTEC, odosobnione, niszowe rynki z wysokimi kosztami konwencjonalnej energii i odsalania wody oraz potrzebą niezależności energetycznej mogą zapewnić miejsce do penetracji rynku przez elektrownie o mocy 
1-15 MW. Mogą one zapewnić demonstracje potrzebne do wejścia na większe rynki, gdzie konkurencyjne ekonomicznie byłyby elektrownie o mocy 50-400 MW. Przewiduje się, że będą to państwa wyspiarskie – wyspy na południowym Pacyfiku, Hawaje oraz terytoria takie jak Guam czy Samoa Amerykańskie. Konkurencyjność będzie zależała od cen prądu ze źródeł konwencjonalnych i stopnia wykorzystania produktów ubocznych. 
Niewystarczające dane i modele ekonomiczne nie są jeszcze w stanie przekonać potencjalnych inwestorów, że system będzie przynosił zyski.